# Dvergetunga
Dvergetunga är en udde i Antarktis. Den ligger i Östantarktis. Norge gör anspråk på området.
Terrängen inåt land är platt. Havet är nära Dvergetunga åt nordväst. Trakten är obefolkad. Det finns inga samhällen i närheten.